# 張力亢進
張力亢進(英語：Hypertonia、肌肉壓力過高、肌肉張力亢進、肌肉僵直)，在文獻中、有時等同於反射亢進(Spasticity/hyperreflexia)，指的是中樞神經系統周圍損傷所引起的亢進、亦即"上運動腦部病變"。病癥為受損運動神經元(Motor neuron)調節能力下降且產生脊髓反射失調、肌梭(Muscle spindle)興奮性增高，及減少突触抑制。這些結果導致"對症肌肉"(symptomatic muscles)肌張力(Muscle tone)增高之病症。一些學者建議，對於目前"反射亢進"的定義，即"牽張反射(stretch reflex/myotatic reflex)速度相關的<過度活動(over-activity)>"，在於它沒有充分考慮到患者顯示出在沒有"牽張反射"(stretch reflex)<過度活動>時、"肌張力"增高之情況。他們反而認為，"可逆亢進"(reversible hypertonia)是比較合適的定義，也顯示出可治療的條件，即是反應出各種治療方式像是藥物"和/或"物理的治療。
與"中樞神經系統失調"有關的病症分為陽性和陰性兩類。其中陽性症狀包括那些經由"超興奮"(hyper-excitability)引起的"牽張反射"(即"剛性"(rigidity)與"反射亢進")所增加的肌肉活動，而陰性症狀包括肌肉活動不足(即肌肉無力(Muscle weakness/myasthenia))、與減低的運動功能。這兩種分類經常被認為是一種病症的"分立實體"(separate entities)；不過、一些研究者認為他們之間可能是密切相關的。

## 病理生理學
張力亢進是因涉及損害中樞神經系統致使肌肉受傷、發病，或導致其它情況，而造成"上運動神經元病變"(upper motor neuron lesion/pyramidal insufficiency)所引起的。

## 外部連結
- "The Clasp Knife Phenomenon" at mcg.edu